# 大河平隆次
大河平 隆次（おこびら たかつぐ）は、戦国時代の武将。北原氏の家臣。

## 生涯
大河平氏は肥後国菊池氏の庶流。隆次は大河平氏の祖となる大河平隆屋の孫で、隆屋の長男・隆充の三男であったが、家督を継いでいた兄・隆利が病で急死、隆利に子は無く、また次兄・隆豊も戦死していたことから、永禄6年（1564年）に後継となった。
大河平氏が従属していた北原氏は、この頃既に日向国の伊東義祐に家を乗っ取られており、大河平氏は薩摩国の島津義弘に誼を通じていた。それが永禄5年（1563年）に島津貴久・相良義陽・北郷時久の合力により旧北原領より伊東勢が駆逐され、飯野城に北原兼親が入り北原氏が再興される。以後、大河平氏は北原兼親の与力とされたが、永禄7年（1564年）兼親との関係が些細なことから険悪となると、兼親は義弘に「飯野城と今城（大河平氏の居城）はあまり遠くないため、すぐさま今城を救援できるので今城の守兵は撤収した方がよい」と進言、これにより島津氏より今城へ派遣されていた300余名が3月に撤収、自らの手勢130余名のみで城を守らねばならなくなった。
これを聞き知った伊東義祐は、同年5月に1,000名を率いて今城を攻撃するが、要害であるために難儀した末、僧侶を遣わして隆次に降伏を説いた。しかし、隆次はこれを拒絶し、城を枕に討ち死にする覚悟を示す。義祐は激怒し総攻めを行うも、隆次は上方から松の大木や岩石を落として伊東勢を谷底へ落としめた。今城の西の谷底には狗留孫峡からの狗留孫川が流れているが、川は谷底に落ちた伊東勢の血で染まるほどであった。そこで義祐は、今城の谷を挟んだ西側にある永野城を落とし、捕えた城兵よりの情報を元に北側より攻めたてる。これには隆次も抗し難く、また北原兼親よりの援軍も無く、やむなく隆次は城より打って出て、全ての城兵と共に討ち死にを遂げた。享年15。一方の伊東勢も、この戦いにより500余名もの戦死者を出している。
その後、肥後皆越地頭の皆越六郎左衛門の室が、裏切った相良氏が伊東氏と共に飯野城を攻めるとの情報を島津義弘に伝えてきた。その室とは隆次の姉ナミであり、義弘はこれに感謝し、皆越六郎左衛門に大河平氏の旧領を継がせると、名も大河平隆俊と改めさせた。ナミは隆次らを追悼する意味で、大河平屋敷にキリシマツツジを植えた。そのツツジは「血潮ツツジ」と呼ばれ、大河平屋敷の跡地にある「えびの市立大河平小学校（2015年4月に閉校）」に今も存在する。